# ميلينا كانونيرو
ميلينا كانونيرو (بالإيطالية: Milena Canonero )‏ (و. 1946  م) هي مصممة أزياء تقليدية، ومصممة إيطالية، ولدت في تورينو.

## جوائز وترشيحات
حصلت على جوائز منها:
جوائز
- جائزة الأوسكار لأفضل تصميم أزياء، عن عمل: باري ليندون
- جائزة الأوسكار لأفضل تصميم أزياء، عن عمل: عربات النار
- جائزة الأوسكار لأفضل تصميم أزياء، عن عمل: فندق بودابست الكبير
- جائزة الأوسكار لأفضل تصميم أزياء، عن عمل: ماري أنطوانيت

ترشيحات
- جائزة الأوسكار لأفضل تصميم أزياء
- جائزة الأوسكار لأفضل تصميم أزياء، عن عمل: الخروج من إفريقيا
- جائزة الأوسكار لأفضل تصميم أزياء، عن عمل: ديك تريسي

ترشحت لـ:
- جائزة الأوسكار لأفضل تصميم أزياء، عن عمل: باري ليندون
- جائزة الأوسكار لأفضل تصميم أزياء، عن عمل: تيتوس
- جائزة الأوسكار لأفضل تصميم أزياء، عن عمل: The Affair of the Necklace [الإنجليزية]‏
- جائزة الأوسكار لأفضل تصميم أزياء، عن عمل: ماري أنطوانيت
- جائزة الأوسكار لأفضل تصميم أزياء، عن عمل: ديك تريسي
- جائزة الأوسكار لأفضل تصميم أزياء، عن عمل: الخروج من إفريقيا
- جائزة الأوسكار لأفضل تصميم أزياء، عن عمل: Tucker: The Man and His Dream [الإنجليزية]‏
- جائزة الأوسكار لأفضل تصميم أزياء، عن عمل: عربات النار
- جائزة الأوسكار لأفضل تصميم أزياء، عن عمل: فندق بودابست الكبير.

## وصلات خارجية
- ميلينا كانونيرو على موقع IMDb (الإنجليزية)
- ميلينا كانونيرو على موقع ألو سيني (الفرنسية)
- ميلينا كانونيرو على موقع أول موفي (الإنجليزية)
- ميلينا كانونيرو على موقع قاعدة بيانات الأفلام السويدية (السويدية)
- ميلينا كانونيرو على موقع قاعدة بيانات الفيلم (الإنجليزية)
- ميلينا كانونيرو على موقع كينوبويسك (الروسية)